# جوليان أوبيرت
جوليان أوبيرت هو سياسي فرنسي، ولد في 11 يونيو 1978 في مارسيليا في فرنسا. نشط حزبياً في الاتحاد من أجل حركة شعبية والجمهوريون.

## مناصب
- انتخب conseiller référendaire à la Cour des comptes  [لغات أخرى]‏ (2007 – ).
- انتخب auditeur à la Cour des comptes  [لغات أخرى]‏ (2004 – 2007).
- انتخب نائب فرنسي عن دائرة Vaucluse's 5th constituency [الإنجليزية]‏ وقد انضم خلال فترته النيابية [الإنجليزية]‏ (21 يونيو 2017 – ) للكتلة البرلمانية Republican Right group [الإنجليزية]‏.
- انتخب conseiller régional de Provence-Alpes-Côte d'Azur ‏ عن دائرة فوكلوز وقد انضم خلال فترته النيابية ‏ (13 ديسمبر 2015 – ) للكتلة البرلمانية .
- انتخب نائب فرنسي عن دائرة Vaucluse's 5th constituency [الإنجليزية]‏ خلال فترته النيابية (20 يونيو 2012 – 20 يونيو 2017).

## وصلات خارجية
- الموقع الرسمي